# Бакід
Бакід (грец. Bakis; род. відм. Bakidos) — беотієць з Елеону; вважався укладачем збірника пророцтв. Пізніше це ім’я стало загальною назвою провісників.